# Gofraid ua Ímair
No confundir con Guthred rey vikingo de York en el siglo IX
Gofraid (o Gothfrith) (irlandés antiguo: Gofraid ua Ímair, nórdico antiguo: Góröðr) (m. 934) fue un caudillo hiberno-nórdico, monarca vikingo del reino de Dublín y, durante un breve tiempo, también rey de Northumbria. 
Gofraid era uno de los nietos de Ímar, la dinastía nórdica conocida como Uí Ímair, que junto con sus parientes Sitric Cáech y Ragnall ua Ímair, sería muy influyente y activa en Irlanda y norte de Britania.
La primera referencia sobre Gofraid surge en 918, cuando acompaña a Ragnall en su expedición a Northumbria y participa en la batalla de Corbridge contra Constantino II de Escocia y  Ealdred I de Bernicia. No fue una batalla decisiva, pero permitió a Ragnall hacerse con el poder de Jórvik (York). Sihtric se establecería como gobernante de Dublín a finales de 917, derrotando y matando al gran rey de Irlanda Niall Glúndub el 14 de septiembre de 919. Sihtric se unió a Ragnall y Gofraid en Northumbria en 920, y sucedió a Ragnall en 921. Gofraid regresó a Irlanda y gobernó Dublín.
El 10 de noviembre de 921, el ejército de Gofraid llega hasta Armagh, centro de culto de San Patricio y uno de los lugares santos de la iglesia de Irlanda. Los Anales de Ulster citan:
Las casas de oración con su complemento para los enfermos se salvaron de la destrucción, y también el monasterio, a excepción de algunas viviendas que fueron quemadas por descuido.
Los historiadores Ó Cróinín y Woolf contrastan este hecho con los inicios de la conquista vikinga de Irlanda. Las incursiones en el norte de Gofraid tuvieron cierto éxito en su inicio, pero acabó en una derrota por el ejército liderado por Muirchertach mac Néill. Una expedición al reino de Limerick en 924 pudo tener resultados mixtos, mientras los Anales de Ulster afirman que acabó en desastre, los Anales de Inisfallen mencionan que Gofraid "tomó a los rehenes del sur de Irlanda".
El hijo de Gofraid, Alpdann (nórdico antiguo: Halfdan) murió en batalla en el año 927 en Linn Duachaill (hoy Annagassan), Condado de Louth por Muirchertach y los supervivientes de su ejército sitiaron a los vikingos hasta que Gofraid trajo refuerzos desde Dublín a rescatarle. Sihtric Cáech murió el mismo año, y los Anales de Ulster afirman que Gothfrith abandonó Dublín con una flota. Parece que fue elegido como rey de Jórvik para suceder a Sihtric, pero a los seis meses ya estaba de vuelta en Dublín, después de haber sido expulsados por el rey de Northumbria Athelstan.
A su regreso, Gofraid siguió devastando Irlanda, con incursiones a Osraige y Leinster en 930 y los pillajes a Derc Ferna, (hoy condado de Kilkenny).
Gofraid murió en 934, los Anales de Ulster le describen como «el rey más cruel de los hombres del norte». Le sucedió su hijo Olaf III Guthfrithson (m. 941), y otro hijo también gobernaría el reino de Dublín, Blácaire mac Gofrith.